# Que mon cœur lâche
Singles de Mylène Farmer
Beyond My Control
(1992) XXL
(1995)
Que mon cœur lâche est une chanson de Mylène Farmer, sortie en single le 16 novembre 1992.
Ce titre, dont le texte a pour thème le SIDA et les préservatifs, sert à promouvoir la compilation Dance Remixes, qui paraît une semaine plus tard. 

Contrairement aux précédents singles de Mylène Farmer, le clip n'a pas été réalisé par Laurent Boutonnat mais par Luc Besson : la chanteuse y incarne un ange descendu sur Terre afin d'étudier ce qu'est devenu l'Amour.
Que mon cœur lâche connaît le succès, atteignant la 9e place du Top 50 et devenant même n°1 des diffusions radio durant deux semaines.
La compilation Dance Remixes étant éditée pour le marché international, une version anglaise est enregistrée, My Soul is Slashed, qui paraît en mai 1993.

## Contexte et écriture

Le texte a pour thème le SIDA et les préservatifs.

En avril 1991, Mylène Farmer sort l'album L'Autre…, qui connaît un énorme succès (n°1 pendant 20 semaines et plus de deux millions d'exemplaires vendus), porté par les singles Désenchantée, Regrets et Je t'aime mélancolie.
Le dernier extrait, Beyond My Control, sort au printemps 1992 et fait scandale à cause de son clip.
À la même période, la chanteuse participe à l'album caritatif Urgences - 27 artistes contre le SIDA, pour lequel elle enregistre une version acoustique de Dernier Sourire (un inédit paru en face B de Sans Logique en 1989).
Elle déclare alors : « Cette maladie qui punit de mort l'amour me paraît être la plus insupportable injustice. »

Elle écrit ensuite Que mon cœur lâche, un texte qui a pour thème le SIDA et les préservatifs. Certains critiques reprocheront alors à la chanteuse de ne pas encourager le port du préservatif, ce dont elle se défendra fermement : 

« Dans la condition actuelle, la conduite à adopter pour se prémunir contre la maladie me paraît aller de soi. Pourtant, je ne crois pas qu'il m'appartienne d'aller dire aux gens "mettez ou ne mettez pas de préservatif". Mon rôle d'artiste consiste à communiquer mes émotions. Dans cette chanson, je fais tout simplement un regard sur l'amour de nos jours. Un amour perverti par la menace de la maladie, par la question du préservatif qui se pose d'emblée dès que l'on ressent un élan vers l'autre. C'est triste, mais c'est là une réalité quotidienne à laquelle chacun, moi y compris, est confronté. »

Pour la première fois, et bien qu'il en signe la musique, Laurent Boutonnat ne participe pas aux arrangements du titre, étant trop pris par son projet de film Giorgino : c'est Mylène Farmer et l'ingénieur du son Thierry Rogen qui réalisent les arrangements de la chanson.

## Sortie et accueil critique
Que mon cœur lâche sort en single le 16 novembre 1992
.

La pochette est illustrée par une photo de Mylène Farmer dupliquée en quatre fois, formant un crucifix. Signée par Marianne Rosenstiehl, cette même photo sera reprise pour la pochette de Dance Remixes, une compilation de remixes qui sort le 23 novembre 1992.

### Critiques
- « Pour son nouveau single, Mylène Farmer a encore frappé très fort. » (Star Club)[7]
- « Un superbe inédit. » (Multitop)[8]
- « La chanteuse dit tout haut ce que beaucoup de monde pense, sans oser l'avouer. » (Ciné Télé Revue)[9]
- « Un single fort bien ficelé. » (InfoMatin)[10]
- « Les paroles sont difficiles à comprendre, mixées sur un rythme saccadé. » (Le Parisien)[11]

## Vidéo-clip

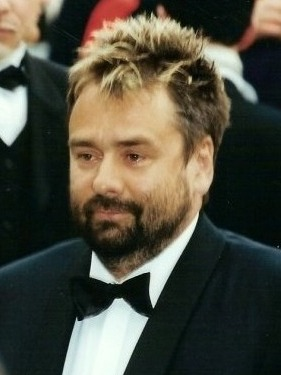
Luc Besson réalise le clip de Que mon cœur lâche.

Pour la première fois dans la carrière de Mylène Farmer, ce n'est pas Laurent Boutonnat qui réalise le clip (ce dernier étant occupé par la préparation de son film Giorgino), mais Luc Besson. La chanteuse, qui avait joué une figurante dans le premier film de Besson en 1983, Le Dernier Combat, avait même été invitée sur la banquise lors du tournage du film Atlantis durant l'été 1991.
Pour ce clip, Luc Besson imagine un scénario humoristique, dans lequel la chanteuse joue le rôle d'un Ange envoyé sur Terre par Dieu, afin de rendre compte de ce qu'est devenu l'Amour.
Elle déclarera : « Ce qui m'a surtout plus dans son scénario, c'est son humour. J'étais ravie qu'il dédramatise ainsi le sujet de la chanson ».
D'une durée de près de 7 minutes, le clip a été tourné en trois jours aux studios SETS de Stains.
La tenue blanche que porte Mylène Farmer est signée par Azzedine Alaïa et la tenue noire par Jean Paul Gaultier. Le sosie de Michael Jackson est interprété par Christopher Gaspar.
La scène finale est un clin d’œil au film Nikita.

### Synopsis

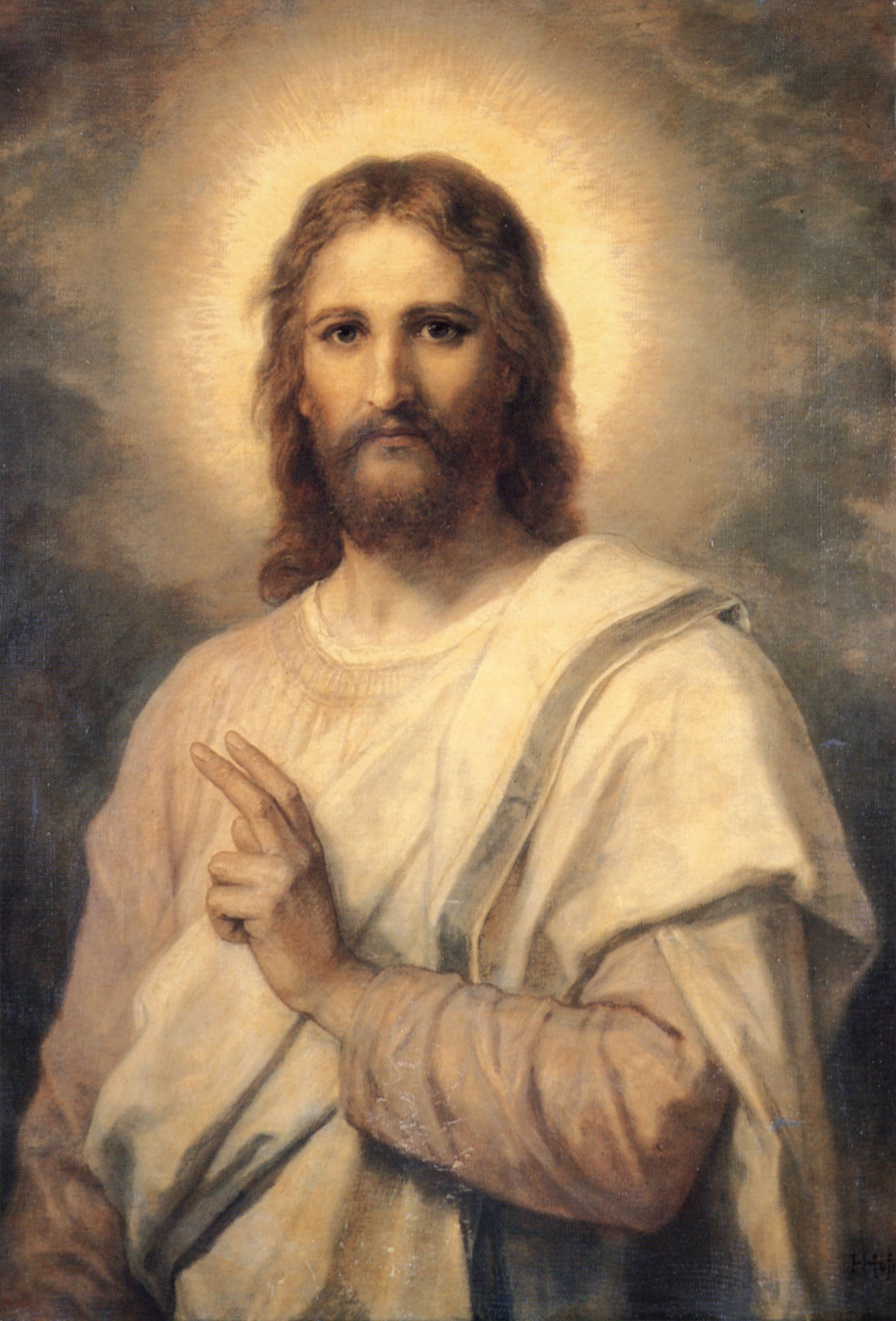
Le clip met et scène Dieu discutant avec Jésus.

Au dessus des nuages, un homme d'affaires (Dieu) lit un journal avec consternation.
Pensant que les humains ont sali l'Amour, il souhaite qu'un Ange descende sur Terre afin de mener une enquête.
L'Ange arrive de façon très désinvolte, walkman sur la tête, et accepte la mission que Dieu suivra sur un écran télévisé.
Jésus apparaît alors et demande à Dieu pourquoi il ne l'a pas envoyé à lui, ce à quoi Dieu lui répond : « Last time was a disaster ».
Descendant sur Terre en glissant le long d'une barre de pole dance, l'Ange fait irruption au sein d'une violente dispute de couple où, après avoir frappé sa femme, l'homme la provoque afin qu'elle le gifle en retour.
L'Ange, invisible aux yeux des humains, lui retourne alors une énorme gifle, sous les yeux médusés de la femme qui pense que le geste vient d'elle.

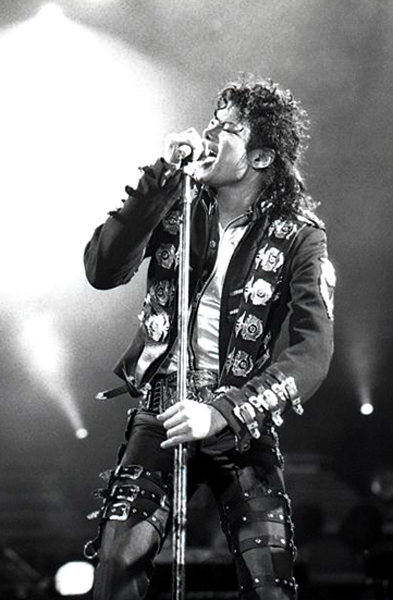
Un sosie de Michael Jackson apparaît dans le clip.

L'Ange découvre ensuite un jeune couple amoureux qui s'embrasse. Près d'eux, un vieil homme tremblant souhaite entrer dans un lieu qui s'appelle le "Q" : le videur, impassible, lui assène une gifle en guise de refus.
Le vieil homme s'assoit et prend un masque à oxygène intitulé Love : son fantasme se matérialise en la personne d'un danseur musclé en slip. Tandis que l'Ange semble amusé, Dieu, derrière son écran, regarde le spectacle, estomaqué.
Alors qu'une femme brune, avec une coiffure en forme de piques rappelant le VIH, parvient à entrer dans le "Q" sans difficultés, un frimeur tente quelques pas de danse pour impressionner le videur.
Après avoir reçu une grosse gifle, il s'installe à son tour près du masque à oxygène : Michael Jackson apparaît en train de danser.
Devant son écran, Dieu est rejoint par Jésus (avec sa croix). En voyant Jackson, Jésus reste scotché et en laisse tomber sa croix : celle-ci tombe sur Terre et assomme le chanteur.
Devant le "Q", un couple fait l'amour : l'Ange découvre ainsi les ébats sexuels. Une fois l'acte terminé, elle fume une cigarette et semble de plus en plus intriguée par ce "Q".
Elle abandonne alors son costume d'ange pour revêtir une tenue noire sexy, et devient visible pour le videur qui la laisse passer. À l'intérieur, des gens à moitié dévêtus dansent dans un corridor composé de rideaux blancs (représentant le préservatif).
Parmi ces danseurs, figure la femme brune aux cheveux en pointes.
Une femme aux seins nus s'approche alors de l'Ange et lui fait respirer le masque à oxygène : son cœur s'accélère, s'accélère encore... et finit par exploser.
L'Ange perverti revient au Paradis et s'avance vers Dieu, qui semble mécontent.
En guise de rapport, elle fait éclater une énorme bulle de chewing-gum.

### Sortie et accueil
Le clip est diffusé pour la première fois sur M6 le 12 décembre 1992, dans l'émission Match Music.
- « Un superbe clip. » (Star Club)[7]
- « Luc Besson réussit à dédramatiser le thème de la chanson. » (7 Extra)[13]
- « Le propos est singulier et la distribution digne de Hollywood. » (Music-Musik)[14]
- « Luc Besson a construit un mini-scénario et ne s'est pas contenté d'une succession d'images. [...] Les images sont de toute beauté. Tout se passe dans un souterrain style Subway et le clip ne manque pas d'humour. » (Le Parisien)[15]
- « De jolies images et de l'humour. » (Bravo Girl)[16]
- « Luc Besson réalise une vidéo baroque et humoristique pour illustrer cette chanson assez pessimiste. Un résultat assurément réussi. »[17]
- « Besson concocte un clip de grande qualité, drôle et décalé, avec des dialogues (en anglais) entre Dieu et Jésus tout à fait irrésistibles. »[4]

## Promotion
Mylène Farmer interprète Que mon cœur lâche entourée de deux danseuses le 11 janvier 1993 dans Stars 90 sur TF1, dans une tenue très légère.
Elle le chante à nouveau le 12 mai 1993 lors des World Music Awards, où elle reçoit le prix de l'« Artiste française ayant vendu le plus de disques dans le monde » cette année-là (chantant le titre notamment devant Michael Jackson).

## Classements hebdomadaires
Dès sa sortie, la chanson connaît le succès en France, atteignant la 9e place du Top 50, où elle reste classée durant 17 semaines.
Le titre est également beaucoup diffusé en radio, devenant même n°1 des titres les plus diffusés durant deux semaines.

La compilation Dance Remixes devient double disque d'or en quelques semaines.
En 2018, Que mon cœur lâche atteint la 7e place des ventes de singles en France à la suite de la réédition du Maxi 45 tours par Universal.
| Classement (1992-1993) | Meilleure position |
| ---------------------- | ------------------ |
| Belgique - Wallonie    | 8                  |
| France (Ventes)        | 9                  |
| France (Radios)        | 1                  |
| Europe (Ventes)        | 40                 |
| Québec                 | 16                 |

| Classement (2018) | Meilleure position |
| ----------------- | ------------------ |
| France (Ventes)   | 7                  |

## Liste des supports
| A. | Que mon cœur lâche             | 4:05 |
| B. | Que mon cœur lâche (Dub Remix) | 4:18 |

| A. | Que mon cœur lâche (Extended Dance Remix) | 8:10 |
| B. | Que mon cœur lâche (Damaged Club Remix)   | 6:20 |

## Crédits
- Paroles : Mylène Farmer
- Musique : Laurent Boutonnat
- Arrangements : Mylène Farmer et Thierry Rogen[28]
- Remixes : Laurent Boutonnat et Thierry Rogen
- Éditeur : Requiem Publishing[29]

## Interprétations en concert
Mylène Farmer a interprété ce titre sur scène lors de son Tour 1996, faisant une chorégraphie autour d'une barre de pole dance, entourée de deux danseurs enfermés dans d'immenses bulles en caoutchouc.
En 2000, lors des dates du Mylénium Tour en Russie, Que mon cœur lâche a remplacé Beyond My Control.

## Albums et vidéos incluant le titre

### Albums de Mylène Farmer
| Année | Album         | Version                   | Durée     | Certifications de l'album  |
| 1992  | Dance Remixes | Extended Dance Remix      | 8:10      | 2 × Or                     |
| 1997  | Live à Bercy  | Live 1996                 | 4:20      | 3 × Platine · Or · Or      |
| 2001  | Les mots      | Single Version            | 4:05      | Diamant · 2 × Platine · Or |
| 2021  | Plus grandir  | Single Version Vidéo-clip | 4:05 6:35 | Platine                    |
| 2025  | 86-97         | Single Version            | 4:08      |                            |

### Vidéos de Mylène Farmer
| Année | Vidéo                       | Version    | Durée | Certifications de la vidéo    |
| 1997  | Music Videos II (VHS)       | Vidéo-clip | 6:35  | -                             |
| 1997  | Live à Bercy                | Live 1996  | 4:20  | Diamant (VHS) · Diamant (DVD) |
| 2001  | Music Videos II & III (DVD) | Vidéo-clip | 6:35  | Diamant                       |

## My Soul is Slashed
La compilation Dance Remixes étant éditée sur le marché international, une version anglaise de Que mon cœur lâche est enregistrée, My Soul is Slashed. Toutefois, celle-ci ne paraît qu'en Allemagne, en mai 1993.
C'est la deuxième fois que Mylène Farmer enregistre et publie la version anglaise d'une chanson (la première étant My Mum is Wrong, version anglaise de Maman a tort).
Traduite par Mylène Farmer et Ira Israel, cette version, dont la musique est différente de la version française, n'a jamais été interprétée, ni à la télévision ni en concert.
La pochette du single est la même que celle de la version française, mais avec un fond noir au lieu d'un fond blanc.

Le clip est le même que celui de Que mon cœur lâche.

### Liste des pistes
| 1. | My Soul is Slashed | 4:15 |
| 2. | Que mon cœur lâche | 4:10 |

| 1. | My Soul is Slashed                               | 4:15 |
| 2. | My Soul is Slashed (The Rubber Remix)            | 7:34 |
| 3. | Que mon cœur lâche (Extended French Dance Remix) | 8:10 |

### Albums incluant le titre
| Année | Album                                  | Version          | Durée | Certifications de l'album  |
| 1992  | Dance Remixes (édition internationale) | The Rubber Remix | 7:34  | -                          |
| 2001  | Les mots (édition limitée)             | Single Mix       | 4:15  | Diamant · 2 × Platine · Or |
| 2021  | Plus grandir                           | Single Mix       | 4:15  | Platine                    |
| 2025  | 86-97                                  | Single Mix       | 4:16  |                            |